# Hummock Island
Hummock Island est la plus grande d'un groupe d'îles de la baie du roi George dans les îles Malouines. Elle se trouve au large de la côte ouest de la Grande Malouine dans la baie qui mène à l'estuaire de Chartres River (en)

## Administration
Les îles sont administrées par le Royaume-Uni dans le cadre du Territoire britannique d'outre-mer des îles Falkland. Elle est revendiquée par la République argentine, qui en fait une partie du Département des îles de l'Atlantique Sud dans la province de Terre de Feu, Antarctique et îles de l'Atlantique sud.

## Description
Elle a une superficie de 3,03 kilomètres carrés et mesure environ 6,4 km de long dans une direction nord-ouest à sud-est. Le point culminant de l'île se trouve au nord-est et mesure 190 mètres. Il y a des falaises qui atteignent souvent plus de 60 mètres de haut.
Hummock Island est située entre Rabbit Island et Middle Island. Les autres îles du groupe d'îles Hummock comprennent Green Island et Gid's Island. Au milieu du XXe siècle, l'île a été utilisée comme pâturage de l'élevage de moutons de la ferme de New Island, et le pâturage intensif a détruit une grande partie de l'herbe de Tussack. Cela a laissé des zones de nu de toute végétation. Cependant, le propriétaire actuel a indiqué qu'il ne repeuplerait pas l'île mais qu'il laisserait la végétation se rétablir. Gid's Island et Middle Island sont des réserves naturelles.

## Zone ornithologique
Le groupe d'îles Hummock a été identifié par BirdLife International comme une zone importante pour la conservation des oiseaux. Les oiseaux pour lesquels le site est d'importance pour la protection comprennent : le gorfou sauteur du sud (1700 couples reproducteurs), le cormoran impérial, le caracara austral (8 à 10 couples) et le petit troglodyte de Cobb.

## Galerie

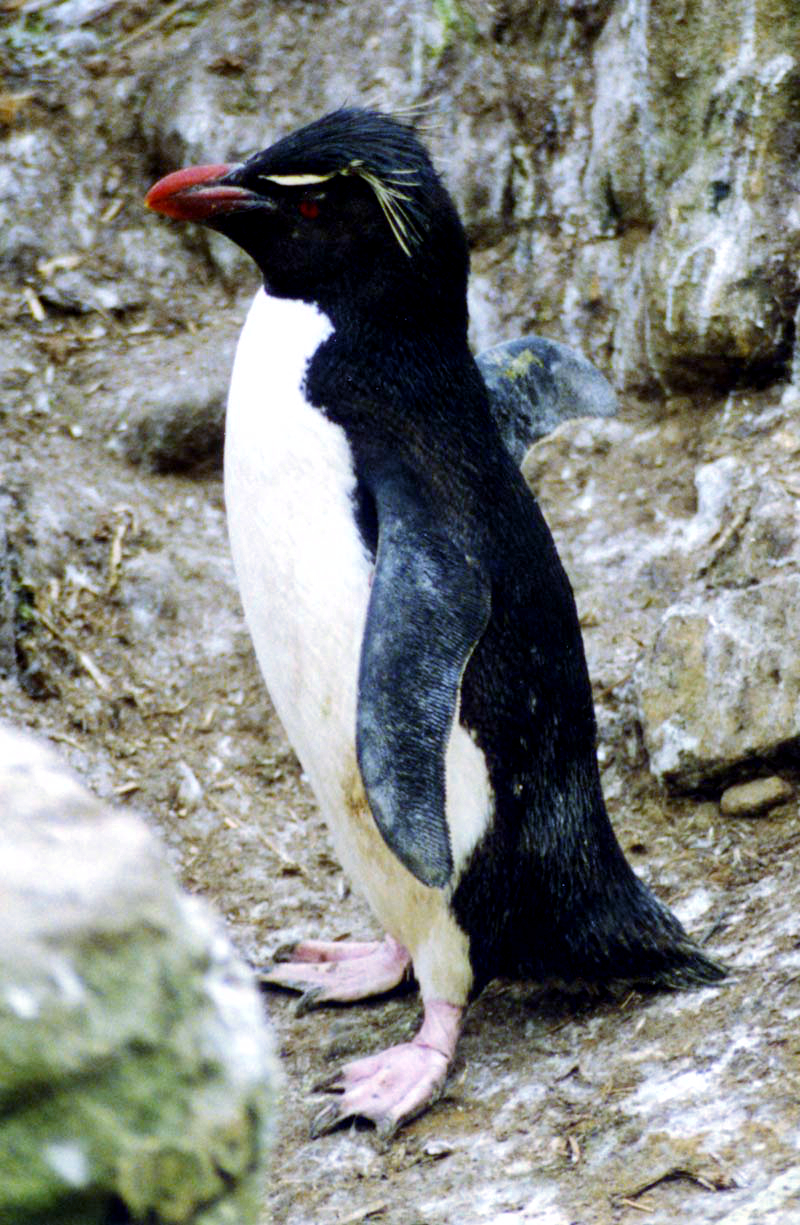
Gorfou sauteur
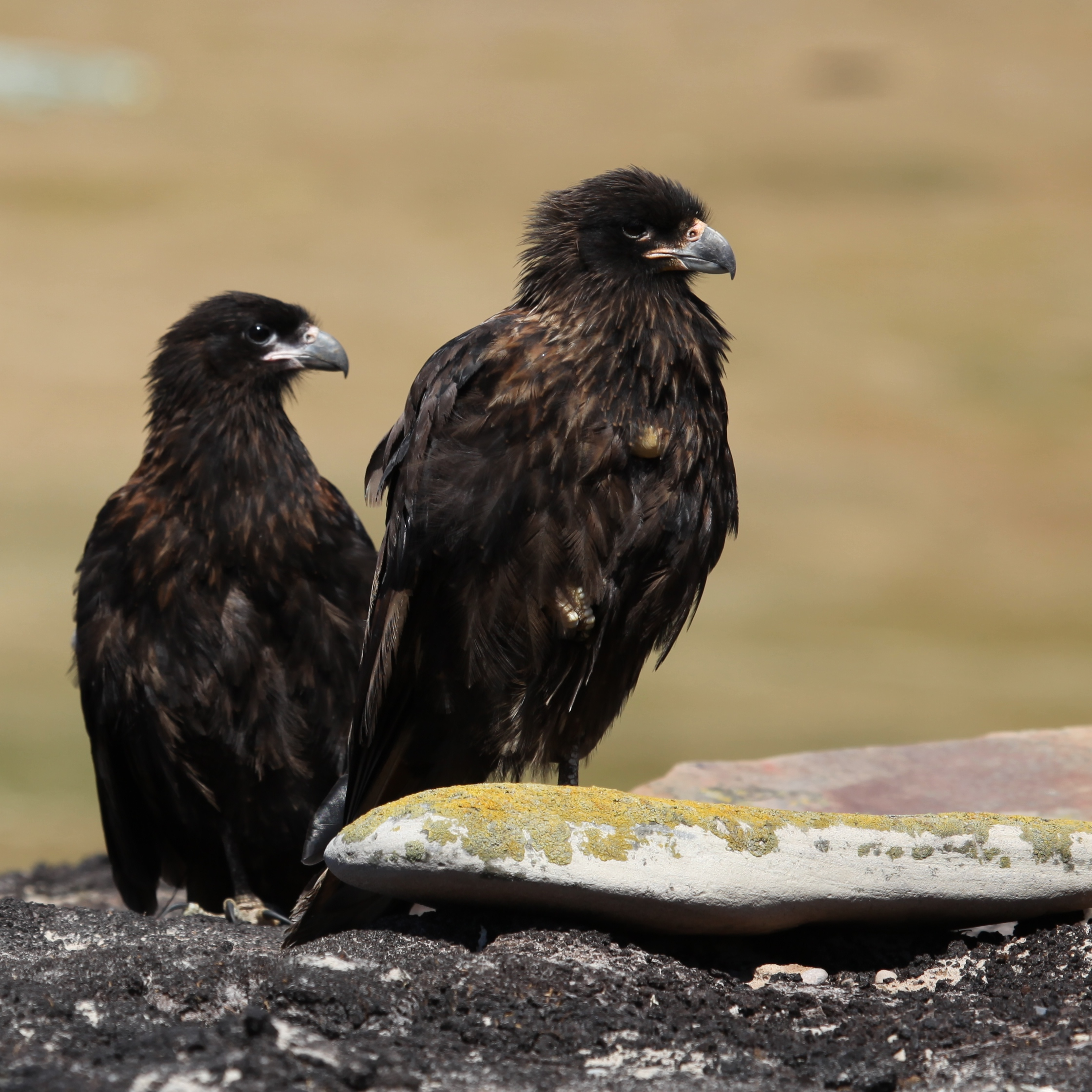
Caracara austral
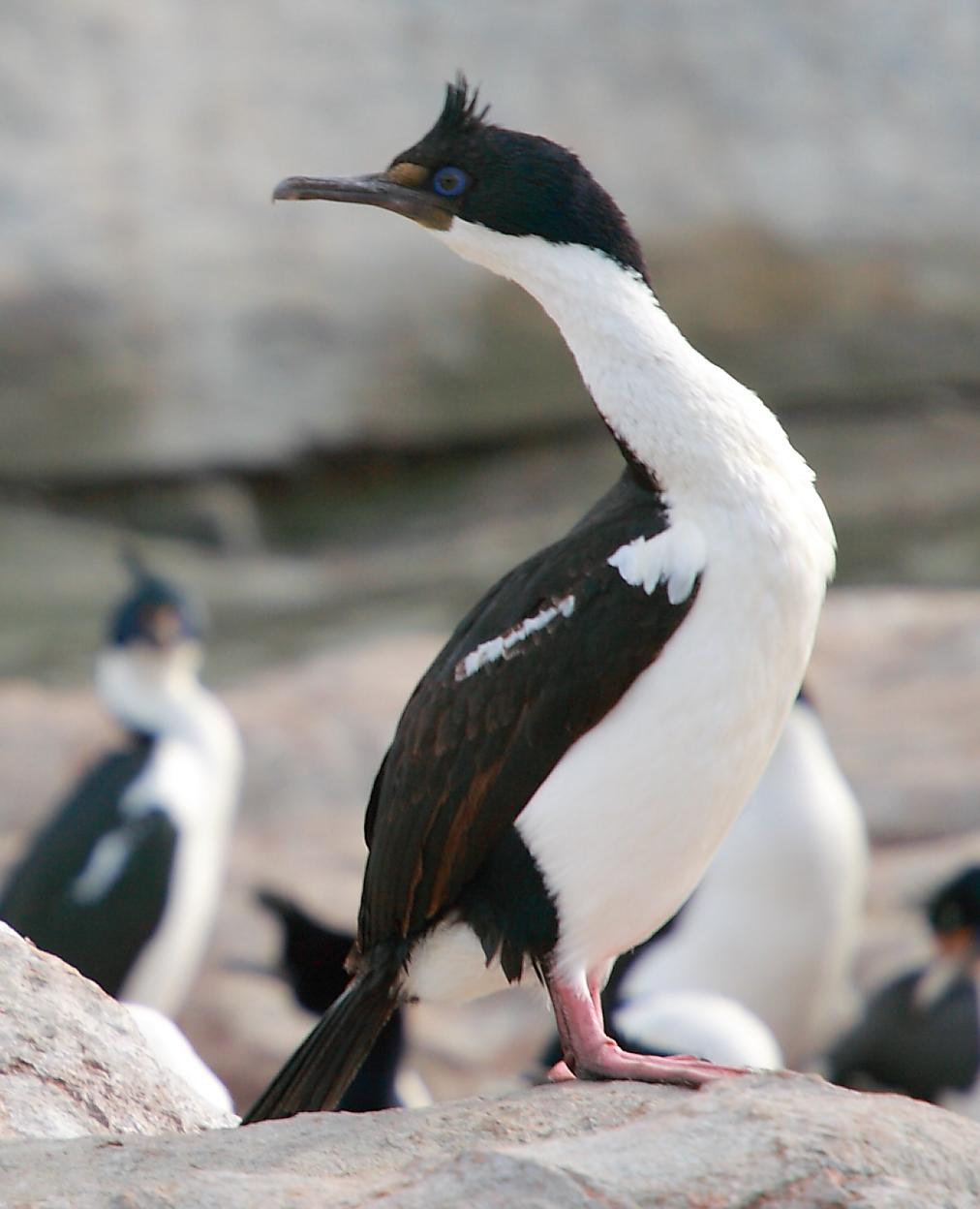
Cormoran impérial
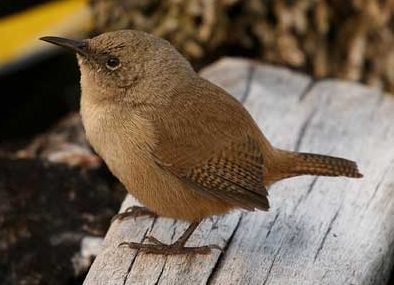
Troglodyte de Cobb